# فيراري 159 إس
فيراري 159 إس (بالإيطالية: Ferrari 159 S)‏ ، هي سيارة رياضية إيطالية، أنتجها شركة فيراري عام 1947م، وكانت السيارة الوحيدة التي أنتجها شركة فيراري في فترة الأربعينات من القرن العشرين.